# Phrynium venustum
Phrynium venustum är en strimbladsväxtart som beskrevs av Ian Mark Turner. Phrynium venustum ingår i släktet Phrynium och familjen strimbladsväxter. Inga underarter finns listade.